# 松本南海雄
松本 南海雄（まつもと なみお、1943年3月4日 - ）は、日本の実業家、薬剤師。マツキヨココカラ&カンパニーの会長。日本チェーンドラッグストア協会名誉会長・常任理事。千葉県松戸市出身。千葉県立東葛飾高等学校、日本大学理工学部薬学科（現・日本大学薬学部）卒業。旭日小綬章を受章。

## 人物・略歴
マツモトキヨシの創業者である松本清の次男として生まれる。元社長で衆議院議員を務めた松本和那は兄、マツモトキヨシHD社長の松本清雄は長男、マツモトキヨシ現社長の松本貴志は次男にあたる。
高校生のとき、和那が勘当されて駆け落ちしたため（後に許される）、文系志望だった南海雄が急遽、跡継ぎとして理工学部薬学科（日本大学）に進学させられたというエピソードがある。和那が社長の傍ら県会議員や国会議員でもあったため、副社長時代にマツモトキヨシの実質トップとなっており、2001年2月に正式に社長に就任している。
2007年10月1日からは、マツモトキヨシHDの社長も兼務。さらにその後、HDの会長兼社長に就き、不採算店の収益改善などの改革を主導。2014年4月1日には改革に一定の目途がついたため、代表取締役会長専任となる。
2015年春の叙勲で旭日小綬章受章。